# Oliver Korn
Oliver Korn (Düsseldorf, 10 juni 1984) is een voormalig Duits hockeyer. 
Korn won met de Duitse ploeg tweemaal olympisch goud. Tijdens de Olympische Spelen in Rio de Janeiro was Korn als reserve aanwezig buiten het olympisch dorp. Korn werd in 2011 en 2013 Europees kampioen.

## Erelijst
- 2008 – 5e Champions Trophy in Rotterdam
- 2008 –  Olympische Spelen in Peking
- 2010 –  Wereldkampioenschap in New Delhi
- 2011 –  Europees kampioenschap in Mönchengladbach
- 2012 –  Olympische Spelen in Londen
- 2012 – 6e Champions Trophy in Melbourne
- 2013 –  Europees kampioenschap in Boom
- 2014 – 6e Wereldkampioenschap in Den Haag
- 2016 –  Champions Trophy in Londen

Sebastian Biederlack · 
Moritz Fürste · 
Tobias Hauke · 
Florian Keller · 
Oliver Korn · 
Niklas Meinert · 
Jan-Marco Montag · 
Maximilian Müller · 
Carlos Nevado · 
Max Weinhold · 
Tibor Weißenborn · 
Benjamin Weß · 
Timo Weß  · 
Philip Witte · 
Matthias Witthaus · 
Christopher Zeller · 
Philipp Zeller · 
Coach: Markus Weise
Oskar Deecke · 
Florian Fuchs · 
Moritz Fürste · 
Martin Häner · 
Tobias Hauke · 
Oliver Korn · 
Maximilian Müller  · 
Jan-Philipp Rabente · 
Thilo Stralkowski · 
Max Weinhold · 
Christopher Wesley · 
Benjamin Weß · 
Timo Weß · 
Matthias Witthaus · 
Christopher Zeller · 
Philipp Zeller · 
Coach: Markus Weise